# La Clusaz
Cet article possède un paronyme, voir La Cluse.
La Clusaz (prononcé [la klyza] ; mais le -az ne se prononce pas traditionnellement) est une commune française située dans le département de la Haute-Savoie, en région Auvergne-Rhône-Alpes. Ses habitants se nomment les Cluses ou les Chaves en arpitan.
La station de ski de la commune naît avec des pionniers en 1907, mais son essor s'affirme à partir de 1955 avec la construction d'un téléphérique. D'où l'émergence d'un tourisme sportif (ski, randonnées, freeride, freestyle…), ce qui a permis le développement de l'hôtellerie, la restauration et des commerces. La commune de La Clusaz a été classée Station de tourisme par décret du 25 mai 1956. Puis, par décret du 18 juin 1969, Station de sports d’hiver et d’alpinisme. Le 17 septembre 2015, La Clusaz a obtenu le classement supérieur « Station Classée de Tourisme », attribué pour 12 ans.

## Géographie

### Situation
La commune de La Clusaz se situe à 27 km à l'est d'Annecy, au pied de la chaîne des Aravis et du col des Aravis. Elle est voisine de deux autres stations des Aravis, le Grand Bornand et Manigod. La commune possède le lac des Confins au col du même nom et est traversée par le Nom.

#### Localisation
Dans les Alpes, communes limitrophes de la Clusaz sont, du nord à l'ouest et du sud à l'est, Le Grand-Bornand, Saint-Jean-de-Sixt, Les Villards-sur-Thônes, Thônes, Manigod, La Giettaz, Cordon et Sallanches.

#### Climat
Le climat y est de type montagnard en raison de la présence du massif alpin.

#### Voies de communication et transports
On peut accéder à la commune par voie routière, depuis Annecy par la D 16 puis la D 909, depuis Bonneville par la D 12, depuis Flumet par la D 909. Une ligne de bus en provenance d'Annecy dessert également La Clusaz et les principaux quartiers de la station sont desservis par plusieurs lignes de navettes (skibus) en été comme en hiver.
Le stationnement des véhicules est payant.
La circulation dans le village de La Clusaz est un des principaux problèmes en hiver, générant une pollution importante dans le centre et des temps d'attente importants. L'accès à La Clusaz par transport en commun depuis Annecy, Genève ou d'autres villes de la région n'est pourtant pas développé.

## Urbanisme

### Typologie
Au 1er janvier 2024, La Clusaz est catégorisée commune rurale à habitat dispersé, selon la grille communale de densité à sept niveaux définie par l'Insee en 2022.
Elle est située hors unité urbaine et hors attraction des villes,.

### Occupation des sols
L'occupation des sols de la commune, telle qu'elle ressort de la base de données européenne d’occupation biophysique des sols Corine Land Cover (CLC), est marquée par l'importance des forêts et milieux semi-naturels (90,6 % en 2018), en augmentation par rapport à 1990 (85 %). La répartition détaillée en 2018 est la suivante : 
espaces ouverts, sans ou avec peu de végétation (35,7 %), milieux à végétation arbustive et/ou herbacée (30,1 %), forêts (24,7 %), zones urbanisées (5,2 %), prairies (2,2 %), zones agricoles hétérogènes (2,1 %).
L'Institut national de l'information géographique et forestière (IGN) met par ailleurs à disposition un outil en ligne permettant de comparer l'évolution dans le temps de l'occupation des sols de la commune (ou de territoires à des échelles différentes). Plusieurs époques sont accessibles sous forme de cartes ou photos aériennes : la carte de Cassini (XVIIIe siècle), la carte d'état-major (1820-1866) et la période actuelle (1950 à aujourd'hui).

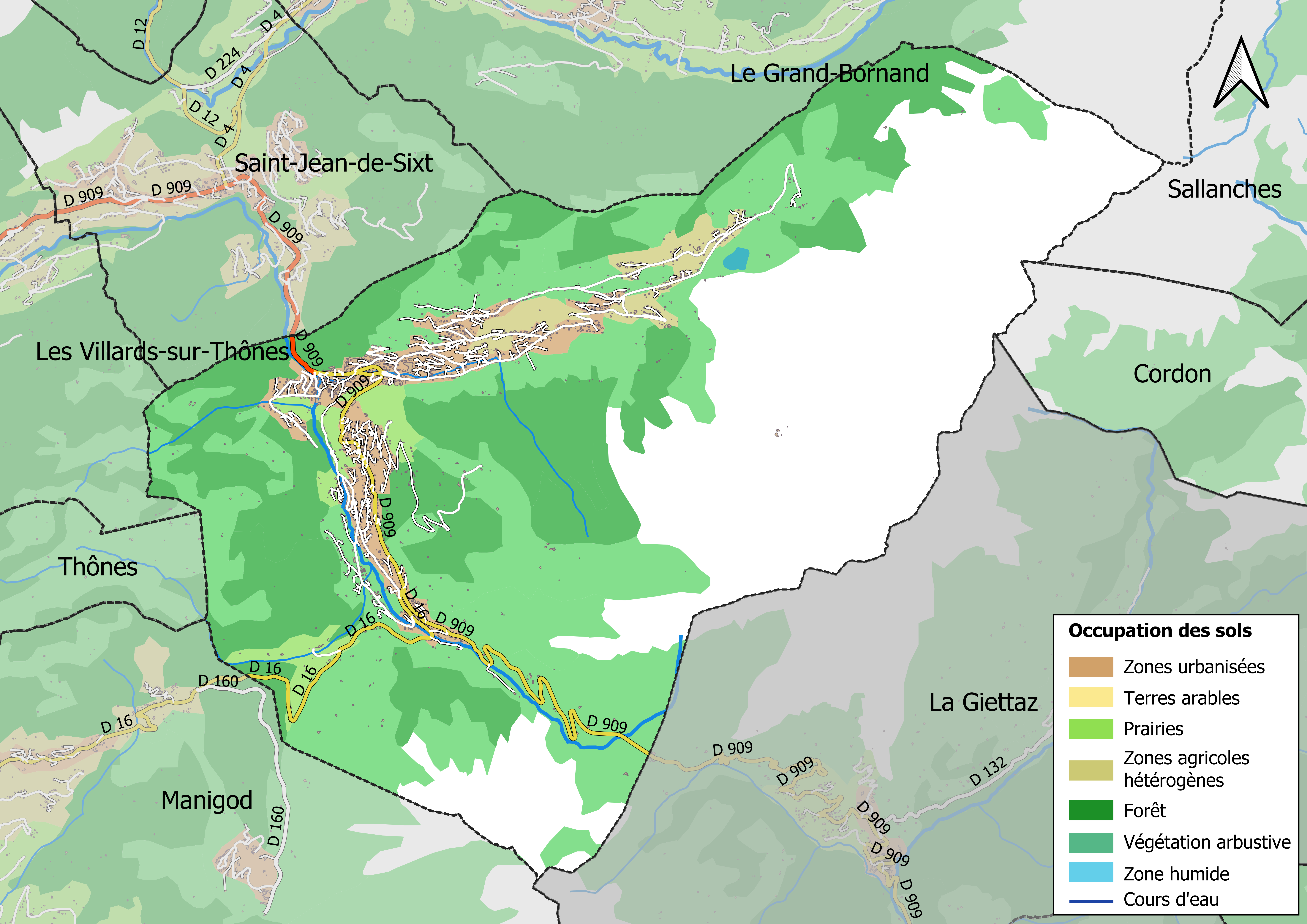
Carte des infrastructures et de l'occupation des sols en 2018 (CLC) de la commune.
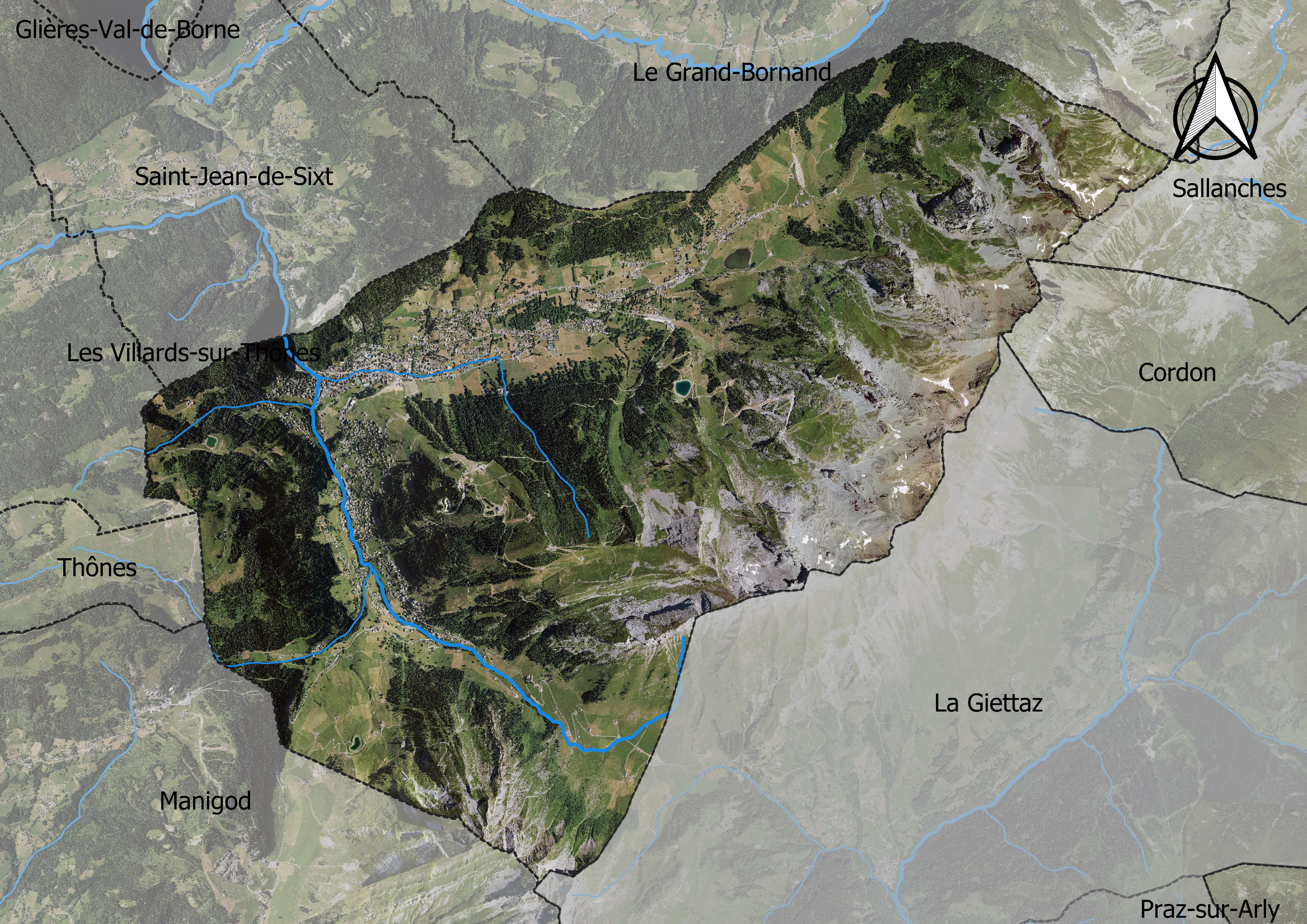
Carte orthophotogrammétrique de la commune.

#### Morphologie urbaine
La commune possède de nombreux hameaux qui sont, entre autres, le Nant, Paccaly, les Confins, la Cluiseraz, le Crêt Braffaz, le Fernuy, le Bossonnet, les Verriers, Gotty, les Converses et les Aravis

#### Logement
La commune regroupe 4 416 logements. 19,1 % sont des résidences principales, 79,8 % de résidences secondaires. Les maisons individuelles représentent 29,3 %, les appartements 64,3 %, et les autres logements 6,4 %. 56,1 % des habitants sont propriétaires, 34,2 % sont locataires ; 9,7 % des personnes sont logées gratuitement. Les studios représentent 9,1 % des logements, les 2 pièces 17,9 %, les 3 pièces 21,4 %, les 4 pièces 23,4 % et les 5 pièces (ou plus) 28,2 %.

#### Projets d'aménagements
- Projet de liaison avec la station du Grand-Bornand sérieusement envisagé et puis abandonné.
- Réaménagement du secteur Crêt du Merle et du Crêt du Loup.
- Réaménagement du secteur du Bossonnet.

## Toponymie

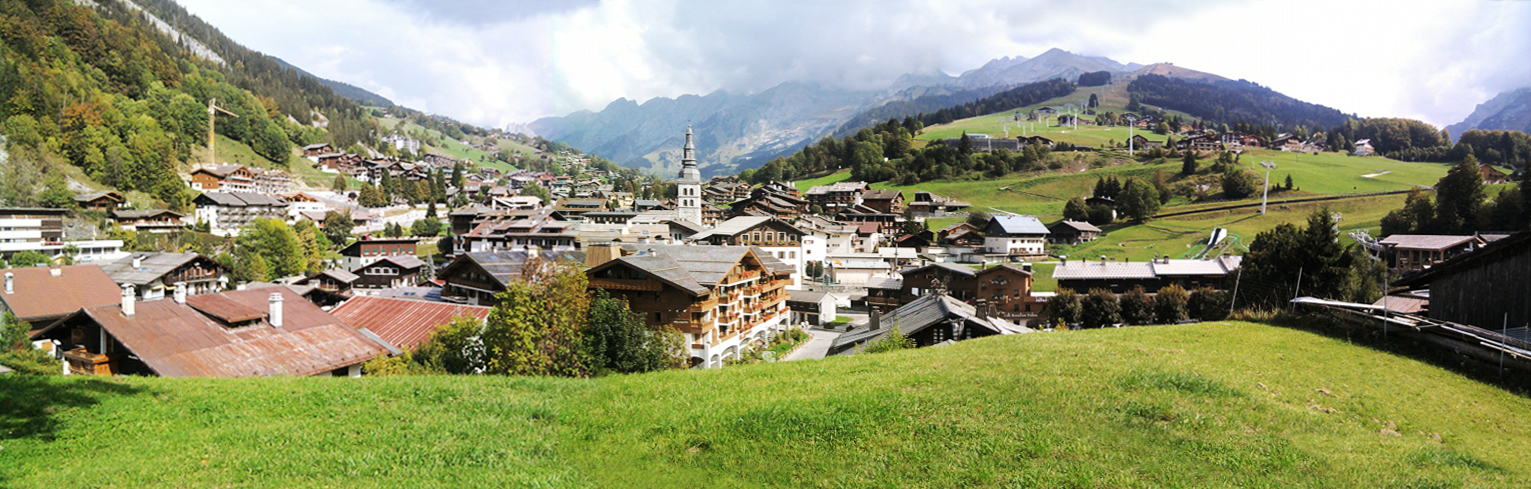
Vue panoramique de La Clusaz.

Le nom de La Clusaz trouve son origine dans le mot cluse, du latin clusa (de cludo, fermer). Il indique une vallée fermée, mais dans le langage régional les mots clusaz ou cluse renvoient à une « enceinte fermée par des rochers escarpés ; gorge fermée ; passage resserré ; défilé » d'après André Pégorier,,.
On trouve la mention de Cura Cluse loci Dei, vers 1344, puis de Clusa Locus Dei en 1354 (« Défilé du lieu de Dieu ») et de La Cluse-Lieu-Dieu jusqu'en 1772. Ce dernier toponyme est accordé par les abbés de Talloires dont la paroisse dépendait.
Les toponymes en -az sont très fréquents dans la région, de langue arpitane, mais ne se prononcent pas. La bonne prononciation en langue française est donc La Cluse. En francoprovençal ou arpitan savoyard, le nom de la commune s'écrit La Cllusa et se prononce « La Klyuza » (retranscrit selon la graphie semi-phonétique de Conflans).

## Histoire
- 1751, début de la construction du clocher de l'église Saint-Foy avec les pierres d'un ancien châtelet.
- 1902, l'ouverture de la route reliant Annecy et la vallée de Thônes au col des Aravis a permis à La Clusaz de voir le jour en tant que station touristique de sports d'hiver et d'été.
- 1907 est organisé le premier concours de ski.
- 1911, le Tour de France cycliste (9e édition) pénètre pour la première fois dans le massif en arrivant par la Giettaz, passant le col des Aravis et descendant la vallée de Thônes.
- 1934 est mis en service le premier télétraineau sur les pentes de La Ruade.
- 1937, création de l'Office du tourisme.
- 1956, le premier téléphérique est inauguré.
- 18 juin 1969, la commune de La Clusaz est classée station de sports d’hiver et d’alpinisme par décret.
- 1985, la première luge d'été est inaugurée.
- 1994, la première installation de neige de culture est installée.

## Politique et administration

Ancien logo.

### Situation administrative
Attaché à l'ancien canton de Thônes, la commune appartient depuis le redécoupage cantonal de 2014, au canton de Faverges. Il comporte 27 communes dont Alex, Bluffy, La Balme-de-Thuy, Chevaline, Le Bouchet-Mont-Charvin, Les Clefs, Cons-Sainte-Colombe, Dingy-Saint-Clair, Doussard, Entremont, Giez, Le Grand-Bornand, Lathuile, Manigod, Marlens, Menthon-Saint-Bernard, Montmin, Saint-Ferréol, Saint-Jean-de-Sixt, Serraval, Seythenex, Talloires, Thônes, Veyrier-du-Lac, Les Villards-sur-Thônes. La ville de Faverges en est le bureau centralisateur.
La Clusaz est membre de la communauté de communes des vallées de Thônes qui compte treize communes.
La commune relève de l'arrondissement d'Annecy et de la deuxième circonscription de la Haute-Savoie.

### Administration municipale
Voici ci-dessous le partage des sièges au sein du Conseil municipal de La Clusaz :

### Les maires de la Clusaz
| Période | Période  | Identité            | Étiquette      | Qualité |
| ------- | -------- | ------------------- | -------------- | ------- |
| 1962    | 1981     | Yves Pollet-Villard |                |         |
| 1981    | 1989     | Guy Collomb-Patton  |                |         |
| 1989    | 2001     | Roger Cote          |                |         |
| 2001    | 2008     | Claude Comte        | Sans étiquette |         |
| 2008    | 2020     | André Vittoz        | Sans étiquette |         |
| 2020    | En cours | Didier Thévenet     | Sans étiquette |         |

### Instances judiciaires et administratives
La commune dépend du Tribunal de Grande Instance d'Annecy.

### Politique environnementale

#### Cadre de vie
La commune a reçu[Quand ?] 3 fleurs au concours des villages fleuris.

#### Gestion de l'eau
Le 24 octobre 2022, Sandrine Rousseau, en déplacement à La Clusaz, s'oppose à un projet fortement contesté de retenue collinaire lancé par la mairie de la ville, destiné principalement à produire de la neige de culture et garantir l'attractivité touristique de la commune. En soutenant les zadistes, la députée EELV qualifie ce projet d'« écocidaire ». La commune annonce finalement un moratoire en 2023. En 2024 cependant, le média Blast révèle que la station de ski de la commune captait déjà dans la source de Lachat, par une installation illégale découverte par l'Office français de la biodiversité, de l'eau destinée à la neige de culture entre 2000 et 2023.

### Jumelages
- Pama (Burkina Faso) depuis 1983 ;
- Feldberg (Schwarzwald) (Allemagne) ;
- Carnac (France) depuis 1998 ;
- Loisinord (France) depuis 1996.

## Population et société
Les habitants de La Clusaz sont appelés les Cluses. Le sobriquet des habitants était en patois les Politicos, au XIXe siècle.

### Démographie

#### Évolution démographique
L'évolution du nombre d'habitants est connue à travers les recensements de la population effectués dans la commune depuis 1793. Pour les communes de moins de 10 000 habitants, une enquête de recensement portant sur toute la population est réalisée tous les cinq ans, les populations de référence des années intermédiaires étant quant à elles estimées par interpolation ou extrapolation. Pour la commune, le premier recensement exhaustif entrant dans le cadre du nouveau dispositif a été réalisé en 2008.

En 2022, la commune comptait 1 663 habitants, en évolution de −5,19 % par rapport à 2016 (Haute-Savoie : +6,01 %, France hors Mayotte : +2,11 %).
| 1793 | 1800  | 1806  | 1822  | 1838 | 1848  | 1858 | 1861 | 1866 |
| ---- | ----- | ----- | ----- | ---- | ----- | ---- | ---- | ---- |
| 973  | 1 024 | 1 080 | 1 042 | 960  | 1 203 | 918  | 960  | 974  |

| 1872 | 1876 | 1881  | 1886  | 1891  | 1896  | 1901 | 1906 | 1911 |
| ---- | ---- | ----- | ----- | ----- | ----- | ---- | ---- | ---- |
| 986  | 994  | 1 050 | 1 100 | 1 025 | 1 002 | 925  | 940  | 879  |

| 1921 | 1926 | 1931 | 1936  | 1946  | 1954  | 1962  | 1968  | 1975  |
| ---- | ---- | ---- | ----- | ----- | ----- | ----- | ----- | ----- |
| 839  | 854  | 937  | 1 005 | 1 052 | 1 047 | 1 234 | 1 382 | 1 695 |

| 1982  | 1990  | 1999  | 2006  | 2008  | 2013  | 2018  | 2022  | - |
| ----- | ----- | ----- | ----- | ----- | ----- | ----- | ----- | - |
| 1 687 | 1 845 | 2 023 | 1 920 | 1 888 | 1 792 | 1 714 | 1 663 | - |

#### Pyramide des âges
En 2018, le taux de personnes d'un âge inférieur à 30 ans s'élève à 28,6 %, soit en dessous de la moyenne départementale (35,9 %). À l'inverse, le taux de personnes d'âge supérieur à 60 ans est de 30,5 % la même année, alors qu'il est de 22,1 % au niveau départemental.
En 2018, la commune comptait 877 hommes pour 837 femmes, soit un taux de 51,17 % d'hommes, légèrement supérieur au taux départemental (49,20 %).
Les pyramides des âges de la commune et du département s'établissent comme suit.
| Hommes | Classe d’âge | Femmes |
| ------ | ------------ | ------ |
| 0,7    | 90 ou +      | 1,3    |
| 9,0    | 75-89 ans    | 11,9   |
| 19,2   | 60-74 ans    | 19,0   |
| 22,8   | 45-59 ans    | 22,8   |
| 18,9   | 30-44 ans    | 17,2   |
| 14,6   | 15-29 ans    | 12,5   |
| 14,8   | 0-14 ans     | 15,2   |

| Hommes | Classe d’âge | Femmes |
| ------ | ------------ | ------ |
| 0,6    | 90 ou +      | 1,4    |
| 5,9    | 75-89 ans    | 7,9    |
| 14,2   | 60-74 ans    | 15,3   |
| 20,7   | 45-59 ans    | 20,3   |
| 21,8   | 30-44 ans    | 21,4   |
| 17,4   | 15-29 ans    | 15,6   |
| 19,5   | 0-14 ans     | 18     |

#### Ménages
Le nombre total de ménages à La Clusaz est de 843. Ces ménages ne sont pas tous égaux en nombre d'individus. Certains de ces ménages comportent une personne, d'autres deux, trois, quatre, cinq voire plus de six personnes. Voici ci-dessous, les données en pourcentage de la répartition de ces ménages par rapport au nombre total de ménages.
| Ménages de :                | 1 personne | 2 pers. | 3 pers. | 4 pers. | 5 pers. | 6 pers. ou + |
| --------------------------- | ---------- | ------- | ------- | ------- | ------- | ------------ |
| La Clusaz                   | 27,8 %     | 33,6 %  | 15,9 %  | 17,8 %  | 3,9 %   | 1,1 %        |
| Moyenne Nationale           | 31 %       | 31,1 %  | 16,2 %  | 13,8 %  | 5,5 %   | 2,4 %        |
| Sources des données : INSEE |            |         |         |         |         |              |

### Enseignement
La commune dépend de l'inspection académique de la Haute-Savoie.
- École élémentaire Cité Notre Dame (école privée)

Les niveaux d'études sont assez élevés. 5,6 % de la population possède un niveau supérieur (9,1 % pour le pays), 9,4 % un Bac+2 (pour une moyenne nationale de 8,5 %), 13,6 % un bac ou son équivalence (pour une moyenne nationale de 12,2 %), 26,6 % un CAP ou BEP (24,8 % pour le pays), 8,7 % un BEPC (pour une moyenne de 8 %), 15,8 % un CEP (pour une moyenne de 17,3 %). 12,7 % de la population ne possède aucun diplôme (20 % pour le pays).

### Manifestations culturelles et festivités
- « Défi Foly de Water Slide », en avril chaque année, sur le lac des Confins. Le défi consiste pour les participants à s'élancer en ski, monoski, surf (ou autre objet glissant) sur une pente enneigée avec comme but de traverser ou au moins d'aller le plus loin possible avant de sombrer dans l'eau glacée.
- La course du Bélier : course à pied, de 13,5 km et 450 mètres de dénivelé (l'Agneau) ou de 27 km et 1 000 mètres de dénivelé (le Bélier) dans les montagnes autour de La Clusaz.
- La Clusaz a été une des étapes de la Coupe du Monde de Parapente en 2001 et 2003.
- La Clusaz a été une des étapes de la Coupe du monde de ski de fond en 1987, 2004, 2006, 2008, 2010 et 2013.
- Chaque année depuis quarante ans a lieu fin août la fête du reblochon et de l'artisanat.
- Le Radiomeuh circus festival a lieu chaque année depuis 2013.

### Santé
La commune dépend du centre hospitalier d'Annecy. Cependant, elle abrite de nombreux médecins généralistes et quelques spécialistes.

### Sports

#### Activités sportives de la commune
Une station de ski se trouve sur la commune. Sur la commune se trouve un grand nombre d'installation sportive lié à l'activité de la station l'hiver, mais aussi ouvert l'été :
- Patinoire ;
- Deux pistes de luges d'été ;
- Tennis ;
- Golf (8 trous) ;
- Deux mini-golfs : un au centre du village, l'autre dans le hameau des « Confins » ;
- Centre équestre du Cortibot ;
- Parking souterrain à l'entrée de la station ;
- Chemins de randonnées pédestres et pour les cyclistes ;
- Aménagement d'une piste cyclable jusqu'au col des Aravis ;
- Tir à l'arc ;
- Via ferrata Yves-Pollet-Villard, parcours de 700 m, le long de la paroi de Borderan.
- Pêche à la truite (gratuit au lac des Confins) ;
- Espace aquatique : piscine chauffée 29 °C (bains intérieur et extérieur, douches, pataugeoire, toboggan et pentagliss).

La commune regroupe de nombreuses associations sportives (Le Club des Sports, l'Association de Gestion du Ski Nordique...).

#### Station de sports d'hiver
La station naît avec ses premiers skieurs en 1909, mais son essor en tant que station s'affirme à partir de 1956 avec la construction de la télécabine de Beauregard. D'où l'émergence d'un tourisme sportif (ski, randonnées…), ce qui a permis le développement de l'hôtellerie, la restauration, les commerces… La commune de La Clusaz a été classée Station de tourisme par décret du 25 mai 1956. Puis, par décret du 18 juin 1969, Station de sports d’hiver et d’alpinisme. Elle compte aujourd'hui 86 pistes de ski, soit 126 kilomètres (si l'on comptabilise les traces non directes, c'est- à-dire avec les virages du skieur), ou 96 km si l'on considère les traces directes (ligne droite au milieu de la piste). Ces deux manières de calculer le nombre de kilomètres ont été retenues comme officielles par la réglementation en vigueur.
La station possède un grand nombre d'installations pour les sports d'hiver. Pour l'hiver 2008-2009 la station a décidé d'investir dans un système de forfaits mains libres avec des bornes électroniques à l'entrée des remontées mécaniques.
La station tire près de 70% de ses revenus de l'activité neige ; la criticité économique du tourisme et la perte progressive d'enneigement due aux modifications climatiques ont poussé depuis plusieurs années la station à développer une politique de neige de culture, parfois illégalement.
Plateau de Beauregard
La télécabine de Beauregard (1 800 p/h) donne accès à un plateau, plutôt pour débutants en ski alpin et doté de quatre téléskis (le Névé, l'Étoile des Neiges, l'Aiglon et la ceutire). Le plateau de Beauregard permet aussi d'accéder à la Croix-Fry et à l'Étale via une longue piste serpentant (les prises) à travers les sapins.
Les amateurs de ski de fond y trouveront un beau domaine.
Massif de l'Aiguille
Le massif de L'Aiguille est le plus fréquenté à la Clusaz, les pistes sont d'un niveau assez facile et offrent divers passages en forêt. Le point négatif de ce massif est sa « forêt de pylônes et de câbles ». Une restructuration de ce secteur a été faite : 2012/2013/2014 changement du cret du Merle; 2017 changement télésiège (1974-2017) crêt du Merle.
Massif de l'Étale
Le massif de l'Étale est exposé plein sud et est le moins fréquenté du Domaine mais il est très apprécié par les skieurs confirmés. Ce massif est assez difficile d'accès car il faut soit monter sur le plateau de Beauregard et redescendre une piste bleue, soit redescendre une piste ouverte très rarement dans la saison. Ce secteur a été complètement revu en 2007, la plupart des installations ont été changées, un Télémix, 2 500 p/h (nouveau type d'appareil permettant sur un même câble de mixer cabines fermées et sièges) a remplacé partiellement le télémix de l'Étale et un télésiège fixe quatre places avec tapis d'embarquement (2 400 p/h) en remplacement du télésiège fixe deux places Belvédère.
Massif de la Balme
Ce massif est le massif le plus haut du domaine et est très apprécié pour ses nombreux hors pistes ; il comprend une télécabine, deux télésièges fixes, deux téléskis. Depuis le col de Balme, on peut voir le mont Blanc.

### Personnalités sportives liées à la station

#### Skieurs
- Guy Périllat, médaillé d'or au combiné des Jeux olympiques d'hiver de 1960 de Squaw Valley et médaille d'or du slalom géant aux championnats du monde de Portillo en 1966.
- Alain Pessey, 1er champion du monde de télémark en vitesse 1986.
- André Maszewski, champion du monde de snowboard en super G 1989.
- Catherine Lombard, championne du monde de saut en 1989 et 8 victoires en coupe du monde[33].
- Régine Cavagnoud, championne du monde de Super G en 2001 à Sankt Anton et vainqueur de la Coupe du monde de la spécialité la même année. 8 victoires en coupe du monde de Super G et Descente. Décédée lors d'un entraînement le 31 octobre 2001[34].
- Edgar Grospiron, médaillé d'or de bosses aux Jeux olympiques d'hiver de 1992 d'Albertville, triple champion du monde de bosses, 1989,1991 et 1995 à La Clusaz. Il compte 38 victoires en coupe du monde[35].
- Raphaëlle Monod, championne du monde de ski de bosses en 1989 et finaliste aux Jeux olympiques d'Albertville en 1992. 23 victoires en coupe du monde de la spécialité[36].
- Vincent Vittoz, champion du monde de ski de fond en poursuite 2005 à Oberstdorf en Allemagne. 4 fois champion du monde militaire (1999, 2003, 2007 et 2008). 9 victoires en coupe du monde dont 1 en relais.
- Seb Michaud, vainqueur Rip Curl Mountain Challenge 2001, 2e world extreme skiing championships 1999 : vainqueur YOZ Mad Master 1999.
- Candide Thovex, vainqueur des X Games en 1999, 2000 (Big Air), 2001 (Big Air et Half Pipe), 2003 (Half Pipe), 2007 (Slopestyle), Redbull Line Catcher 2010 et Freeride World Tour 2010 pour sa première participation[37].
- Xavier Bertoni, vainqueur du superpipe aux X Games Winter 2009 à Aspen. Vainqueur de la coupe du monde de Half Pipe aux Contamines en 2009.
- Philippe Monnet (1959), navigateur, skieur acrobatique, équitation, auteur.
- Yvan Dorier (ancien directeur du Club des sports de La Clusaz, qualifié pour le Camel Trophy Amazonia 1989), Jonathan Collomb-Patton, champion de snowboard, 8e aux Jeux olympiques d'hiver de 1998 de Nagano, 22e aux jeux olympiques d'hiver de 2002.
- Loïc Collomb-Patton, vice-champion du monde de half-pipe 2005, vainqueur du Freeride World Tour 2014.
- Jessy Thibaut, champion de France Super G 2008 et champion de France Slalom Géant 2012.
- Eléonore Sanchez, championne de France free-style 2008.
- Laurent Favre, 2e X Games 2006.
- Jacques Regard, ancien directeur sportif de la station.
- Mirabelle Thovex, 2e en coupe du monde de snowboard en 2011.
- Robin Buffet, vainqueur du classement général de la coupe d'Europe de slalom en 2016.

#### Alpinistes
- Yves Pollet Villard, guide de haute montagne et maire de La Clusaz. Professeur à l'école nationale de ski et d'alpinime de Chamonix. Il a participé à de prestigieuses expéditions : Le Jannu 7900m en 1962, le Pumori 7145m en 1972, la NandaDevi 7430m en 1975, le Dhaulagiri 8172m en 1978 et 1980. Lors de chaque expédition, il s'efforçait  de former au Népal des jeunes guides, conscient des besoins dans ce pays sollicité par les alpinistes du monde entier.Il décède dans une avalanche le 7 Juin 1981 sur le versant italien du Mont Blanc[38].

## Économie

### Revenus de la population et fiscalité
Les revenus moyens par ménage sont de 21 039 € par an (la moyenne nationale étant de 15 027 € par an).

### Tourisme

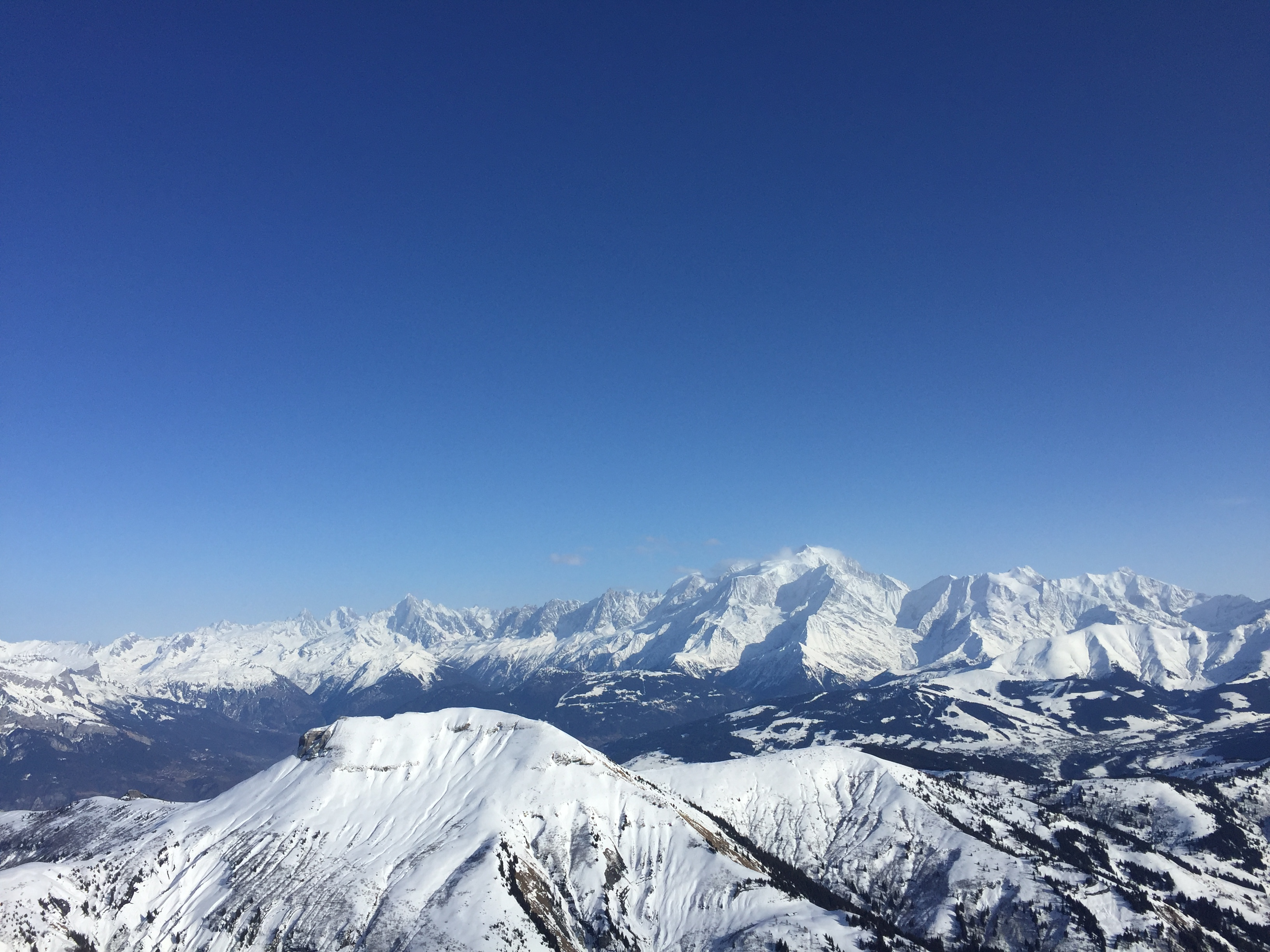
Le Mont-Blanc vu depuis le col de Balme.

La Clusaz est l'une des 48 communes classées « commune touristique » du département et « station touristique ». La station de sports d'hiver a obtenu plusieurs labels « Famille Plus » ; « Station nouvelle glisse » ; « Villages de charmes » ; « Station Grand domaine » et « Montagne aventure ». Elle fait partie également des stations françaises ayant le label Top of the French Alps (TOTFA).
En 2014, la capacité d'accueil de la station-commune, estimée par l'organisme Savoie Mont Blanc, est de 21 356 lits touristiques (20 683 en 1995) répartis dans 3 555 structures. Les hébergements se répartissent comme suit : 1 288 meublés ; 4 résidences de tourisme ; 24 hôtels ; une structure d'hôtellerie de plein air (82 emplacements) ; 5 centres ou villages de vacances/auberges de jeunesse et 2 refuges ou gîtes d'étape.
La Clusaz offre également de nombreux logements saisonniers (hiver et été), gérés par des agences immobilières, quelque vingt-trois hôtels et un camping.

### Entreprises de l'agglomération
Commerce
La ville regroupe un petit supermarché et une supérette, de nombreux magasins de ski (achats et locations), et de souvenirs. Elle abrite également des commerces alimentaires, bureaux de tabac, et sept restaurants gastronomiques.
Agriculture
Dans le domaine de l'agropastoral, la Clusaz est présente dans la production de reblochon (17 187 tonnes par an produites par plus de 600 vaches). Situé à proximité de Thônes, capitale mondiale du reblochon, et, la production de tomme de Savoie également.
Bois
De vastes forêts couvre la commune et la vallée de Thônes. La scierie Agnellet, fondée en 1961 est la dernière survivante des très nombreuses scieries qui travaillaient dans la vallée de Thônes. Elle est aujourd'hui spécialisée dans le tavaillon.
Immobilier
L'immobilier est lié à l'importance de l'activité touristique de la station. Le groupe local PVG créé en 1979 est diversifié dans l'hôtellerie, la restauration et la résidence de tourisme.

### Emploi
La population active est de 1 059 personnes, le nombre de chômeurs étant de 44 (Taux de chômage : 4,2 %). L'emploi y est plutôt saisonnier (hiver et été). Les actifs représentent 52,3 % de la population. Les retraités sont de 14,8 %, les jeunes scolarisés de 21,5 % et les personnes sans activité de 11,4 %.
Répartition des emplois par domaine d'activité
|                             | Agriculteurs | Artisans, commerçants, chefs d'entreprise | Cadres, professions intellectuelles | Professions intermédiaires | Employés | Ouvriers |
| --------------------------- | ------------ | ----------------------------------------- | ----------------------------------- | -------------------------- | -------- | -------- |
| La Clusaz                   | 3,9 %        | 20 %                                      | 9 %                                 | 15,7 %                     | 32,9 %   | 18,4 %   |
| Moyenne nationale           | 2,4 %        | 6,4 %                                     | 12,1 %                              | 22,1 %                     | 29,9 %   | 27,1 %   |
| Sources des données : INSEE |              |                                           |                                     |                            |          |          |

La ville compte 482 entreprises : 2,7 % concernent les industries agricoles et alimentaires, 1,5 % les industries des biens de consommation, 0,2 % les industries des biens d'équipement, 0,8 % les industries des biens intermédiaires. 5,8 % des entreprises sont regroupés dans la construction, 18,9 % dans le commerce, 2,9 % dans les transports. 1,7 % sont représentés par les activités immobilières, 6,2 % par les services aux entreprises, 54,4 % par les services aux particuliers, 5,0 % concerne l'Éducation, la santé, et l'action sociale.

### Évènements
- Les Sommets du Digital depuis 2016, accueille en janvier plusieurs centaines de participants professionnels et experts du digital.

## Culture locale et patrimoine

### Lieux et monuments
La commune ne compte aucun monument répertorié à l'inventaire des monuments historiques ni aucun un lieu répertorié à l'inventaire général du patrimoine culturel. Par ailleurs, elle ne compte aucun objet répertorié à l'inventaire des monuments historiques et aucun répertorié à l'inventaire général du patrimoine culturel.
- Église paroissiale Sainte-Foy reconstruite en 1974 selon les plans de l'architecte Gignoux[54], son clocher date de 1762 avec une flèche à bulbe de 1872[H 1].
- Chapelle Sainte-Anne du col des Aravis (fondée en 1624, puis restaurée au cours des XIXe et XXe siècles)[H 2].
- Chapelle Saint-Jean-l'Évangéliste, Saint-Jean-Baptiste et des Quarante-Martyrs des Confins (XIXe siècle)[H 2].
- Chapelle du Gotty (fondée en 1691-1692)[H 2].
- Grotte de Lourdes, édifiée en haut du village en 1915. Quatre personnages sculptés à la tronçonneuse dans des épicéas y ont été installés à son entrée en 2010.

### Patrimoine culturel
La commune regroupe de nombreuses associations culturelles (l'Écho des Aravis, la Bibliothèque municipale, …). La maison du ski permet de découvrir l'histoire du ski. La ville dispose également d'un cinéma.

### Patrimoine naturel
- Chaîne des Aravis, dont la Tête du Danay ;
- Col des Aravis (1 486 m) ;
- Lac des Confins ;
- Tourbière de la Colombière.

### Espaces verts et fleurissement
En 2014, la commune obtient le niveau « trois fleurs » au concours des villes et villages fleuris.

### Héraldique
| Armes de La Clusaz | Les armes de La Clusaz se blasonnent ainsi : De sinople au rencontre de bélier d'argent. Les armoiries de La Clusaz sont formées d'un écu de sinople au mouton d’argent (mouton blanc sur fond vert). Ces armoiries ont été attribuées à La Clusaz le 7 octobre 1601 par un décret du duc de Savoie Charles-Emmanuel après qu'il eut rendu visite aux habitants, confirmé en 1602. Autrefois ce bélier était représenté de dos, il a été modernisé sous la forme actuelle. Le bélier, symbole de la douceur et de la croyance, fut longtemps la vocation première de l'activité pastorale et ceci depuis l'antiquité. Les habitants de La Clusaz avaient aussi la réputation d'être très pieux. Ce même décret éleva le village au rang de bourg et donnait l’autorisation aux cluses de tenir deux foires annuelles ainsi qu’un marché hebdomadaire, afin de développer l’économie locale, l'une au printemps et l'autre à l'automne. Cette décision fut confirmée par le comte de Genevois-Nemours, baron du Faucigny, vassal du comte de Savoie, en ces termes. Le marché de La Clusaz était très lucratif, les deux foires permettaient de réguler le cheptel de la commune, les éleveurs pouvaient ainsi acheter des bêtes avant l'été et les vendre avant l'hiver. |